# Eberhard Kolb
Eberhard Kolb (* 8. August 1933 in Stuttgart) ist ein deutscher Historiker. Er ist emeritierter Professor für Geschichte an der Universität zu Köln.

## Leben
Eberhard Kolb besuchte das Georgii-Gymnasium in Esslingen am Neckar, wo er 1953 das Abitur ablegte. Er wurde 1960 an der Universität Göttingen über das Thema der Arbeiterräte in der deutschen Innenpolitik promoviert. Kolb habilitierte sich 1969 an der Universität Göttingen und wurde ein Jahr später an der Universität Würzburg ordentlicher Professor für Neuere und Neueste Geschichte. Dort war er 1973/74 Dekan der Philosophischen Fakultät, 1974 bis 1976 Mitglied des Senats, 1976/77 Dekan des philosophischen Fachbereichs II sowie Mitglied mehrerer Senatskommissionen. Von 1979 bis zu seiner Emeritierung 1998 lehrte Kolb als Universitätsprofessor für Mittlere und Neuere Geschichte an der Universität zu Köln.
1981 nahm Kolb eine Gastprofessur an der Hebräischen Universität Jerusalem wahr, 1984/85 war er Stipendiat des Historischen Kollegs München. Neben Mitgliedschaft bzw. Vorsitz in verschiedenen wissenschaftlichen Beiräten sind zu nennen: 1980 bis 1986 Mitglied im Ausschuss des Deutschen Historikerverbandes (1980 bis 1984 stellv. Verbandsvorsitzender), 1988 bis 1996/97 Fachgutachter der Deutschen Forschungsgemeinschaft (Neuere Geschichte).
Im Jahr 1992 wurde Kolb das Verdienstkreuz am Bande des Niedersächsischen Verdienstordens verliehen. Zudem erhielt er 2004 das Verdienstkreuz 1. Klasse der Bundesrepublik Deutschland.
Zu seinen Schülern gehört Wolfram Pyta.

## Forschungsschwerpunkte

### KZ Bergen-Belsen
Das Konzentrationslager Bergen-Belsen nimmt einen wichtigen Platz in der Arbeit Kolbs ein. Anfang 1960 beauftragte ihn die Niedersächsische Landesregierung mit der Erarbeitung einer wissenschaftlichen Darstellung der Lagergeschichte. Die Monografie „Bergen-Belsen“ wurde 1962 veröffentlicht; in einer verkürzten Fassung liegt sie inzwischen in sechster Auflage (2002) vor. Das 1966 bei der Gedenkstätte Bergen-Belsen errichtete „Dokumentenhaus“ wurde von ihm konzipiert, in den 1980er Jahren wirkte er maßgeblich bei der Neugestaltung der Gedenkstätte und an der 1990 eröffneten Ausstellung mit.

### Weimarer Republik
Heinrich August Winkler beschreibt den Kölner Historiker in einem Artikel als einen „der besten Kenner der Geschichte der Weimarer Republik“. Kolb verfasste das Buch „Die Weimarer Republik“, das neben einer Darstellung auch die Grundprobleme und Tendenzen der Forschung beleuchtet. Das Buch ist inzwischen in neunter Auflage erschienen. Es sei die „kompakteste und informativste Einführung in die Geschichte der Weimarer Republik“, urteilte Wolfram Pyta.
Kolbs Studie über die „Arbeiterräte in der deutschen Innenpolitik 1918 bis 1919“ erbrachte den Nachweis, dass die Arbeiter- und Soldatenräte in der Novemberrevolution keineswegs der Etablierung einer parlamentarischen Regierungsform im Wege standen. Aus dieser Erkenntnis erwuchs die Frage nach dem politischen Gestaltungspotenzial der Revolutionsregierung und nach der Chance einer stärkeren gesellschaftlichen Verankerung der noch ungefestigten Demokratie. Die davon ausgehenden Impulse haben entscheidend dazu beigetragen, dass die Geburtsstunde der Weimarer Republik in den 1960er und 70er Jahren zu einem Schwerpunkt der Forschung wurde.
Aber auch der Auflösungsphase der Republik schenkte Kolb verstärkte Beachtung. In zahlreichen Aufsätzen verdeutlichte er, dass die politische Entwicklung in der turbulenten Endzeit Weimars nicht unaufhaltsam auf eine Kanzlerschaft Hitlers zusteuerte, sondern dass ernsthafte Alternativen – wie etwa eine zeitweilige Verselbständigung der Exekutive mit Rückendeckung der Reichswehr – bereitstanden und erwogen wurden.

### Deutsch-Französischer Krieg
Die umfassende Auswertung der archivalischen Akten zur Vorgeschichte des Deutsch-Französischen Krieges brachte Kolb zur Ablehnung der gängigen These, „dass Bismarck der Provokateur gewesen sei, der die Franzosen sozusagen zur Kriegserklärung verführt habe“.

### Gedenkstätten
Kolb ist seit 1998 Mitglied im wissenschaftlichen Beirat der Otto-von-Bismarck-Stiftung. In der Stiftung ist er aktives Mitglied, außerdem ist er Mitherausgeber der „Neuen Friedrichsruher Ausgabe“ (Edition von Dokumenten Otto von Bismarcks, seiner Söhne und Mitarbeiter). Des Weiteren war er von 1990 bis 2001 Beiratsvorsitzender in der Stiftung Reichspräsident-Friedrich-Ebert-Gedenkstätte. Neben der Arbeit über das KZ Bergen-Belsen engagierte sich Kolb auch für die „Nationale Mahn- und Gedenkstätte Buchenwald“ sowie die Neugestaltung der KZ-Gedenkstätte Neuengamme.

## Veröffentlichungen (Auswahl)

### Autor
- Bergen-Belsen. Geschichte des „Aufenthaltslagers“ 1943–1945. Verlag für Literatur und Zeitgeschehen, Hannover 1962; Lit, Münster 2011, ISBN 978-3-643-11067-1.
- Die Arbeiterräte in der deutschen Innenpolitik. 1918–1919. Droste, Düsseldorf 1962 (Dissertation, Universität Göttingen, 1959); um ein Vorwort und einen bibliographischen Anhang erweiterte Ausgabe: Ullstein, Frankfurt am Main/Berlin/Wien 1978, ISBN 3-548-03438-1.
- Der schwierige Weg zum Frieden. Das Problem der Kriegsbeendigung 1870/71 (= Schriften des Historischen Kollegs. Vorträge, Bd. 11), München 1985 (Digitalisat).
- Die Weimarer Republik. Oldenbourg, München 1984; 7., überarbeitete und erweiterte Auflage 2009, ISBN 978-3-486-58870-5; 8., aktualisierte und erweiterte Auflage, mit Dirk Schumann, 2012, ISBN 978-3-486-71267-4.
- Bergen-Belsen. Vom „Aufenthaltslager“ zum Konzentrationslager 1943–1945. Vandenhoeck und Ruprecht, Göttingen 1985; 5. Auflage 1996, ISBN 3-525-36184-X; 6., überarbeitete und erweiterte Auflage 2002.
- Umbrüche deutscher Geschichte 1866/71, 1918/19, 1929/33. Ausgewählte Aufsätze. Oldenbourg, München 1993, ISBN 3-486-56004-2.
- Gustav Stresemann. Beck, München 2003, ISBN 3-406-48015-2.
- Der Frieden von Versailles. Beck, München 2005, 3., durchgesehene und ergänzte Auflage 2019, ISBN 978-3-406-72928-7.
- Bismarck. Beck, München 2009, 2. Auflage 2014, ISBN 978-3-406-56276-1.

### Herausgeber
- Friedrich Ebert als Reichspräsident. Amtsführung und Amtsverständnis. Oldenbourg, München 1997, ISBN 3-486-56107-3.
- mit Walter Mühlhausen: Demokratie in der Krise. Parteien im Verfassungssystem der Weimarer Republik. Oldenbourg, München 1997, ISBN 3-486-56301-7.
- mit Ludwig Richter: Nationalliberalismus in der Weimarer Republik. Die Führungsgremien der Deutschen Volkspartei 1918–1933. Droste, Düsseldorf 1999, ISBN 3-7700-5219-6.
- Europa vor dem Krieg von 1870. Mächtekonstellation – Konfliktfelder – Kriegsausbruch (= Schriften des Historischen Kollegs. Kolloquien. Bd. 10), Oldenbourg, München 1987 (Digitalisat), ISBN 3-486-59550-4.
- Albert Grzesinski: Im Kampf um die deutsche Republik. Erinnerungen eines deutschen Sozialdemokraten (= Schriftenreihe der Stiftung Reichspräsident-Friedrich-Ebert-Gedenkstätte. Bd. 9). München 2001, ISBN 3-486-56591-5.